# Caupolicana yarrowi
Caupolicana yarrowi là một loài Hymenoptera trong họ Colletidae. Loài này được Cresson mô tả khoa học năm 1875.